# Lessines

Colfontaines vapen

Colfontaines läge inom provinsen Hainaut

Lessines (nederländska: Lessen) är en stad i provinsen Hainaut i Belgien. Lessines hade 18 146 invånare per 1 januari 2008.